# Kepler-6
Kepler-6 ist ein Stern im Sternbild Schwan, der von einem Exoplaneten mit der systematischen Bezeichnung Kepler-6b umrundet wird.

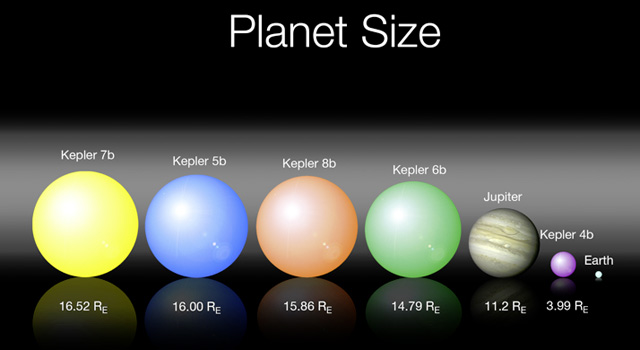
Größenvergleich der ersten fünf Planeten, die durch die Kepler-Mission entdeckt wurden. Der grün dargestellte Kepler-6b ist nur wenig größer als Jupiter.

Der Exoplanet Kepler-6b umläuft den Zentralstern mit einer Periode von 3,235 Tagen und wird zu den sogenannten Hot Jupiters gezählt. Er weist bei einem Radius von etwa 1,3 Jupiterradien eine Masse von ca. 0,7 Jupitermassen auf. Der Exoplanet wurde im Rahmen der Kepler-Mission der NASA mit Hilfe der Transitmethode entdeckt; seine Entdeckung wurde im Januar 2010 bekannt gegeben.